# (571) Dulcinea
(571) Dulcinea – planetoida z grupy pasa głównego asteroid okrążająca Słońce w ciągu 3 lat i 271 dni w średniej odległości 2,41 j.a. Została odkryta 4 września 1905 roku w Landessternwarte Heidelberg-Königstuhl, w Heidelbergu przez Paula Götza. Nazwa planetoidy pochodzi od Dulcynei, bohaterki noweli Don Kichot Miguela de Cervantesa. Przed jej nadaniem planetoida nosiła oznaczenie tymczasowe (571) 1905 QZ.